# Achille Bertelli
Achille Bertelli (Brescia, 1855 – 1925) è stato un farmacista, imprenditore e pioniere dell'aviazione italiano.
Nel 1884 fondò a Milano la Società A. Bertelli & C., per la creazione e commercio di prodotti farmaceutici e cosmetici, come pillole medicinali e profumi. Enorme successo ebbe il celebre "Cerotto Bertelli", la cui produzione è continuata anche nel nuovo millennio.
La grande passione di Bertelli, però, erano gli automobili, con particolare riguardo all'aeronautica.
Dopo aver partecipato alla fondazione della Brixia-Züst, nel 1906 ideò e tentò di costruire, attraverso l'opera del valente tecnico Antonio Chiribiri,  una sorta di elicottero, ovvero uno strambo aeromobile a decollo verticale denominato aerostave, i cui esiti sperimentali non diedero confortanti auspici per la produzione.